# Déclassée
Déclassée é um filme estadunidense de 1925, do gênero drama, dirigido por Robert G. Vignola, com roteiro de Charles E. Whittaker e Bradley King baseado no romance Déclassée, de Zoë Akins.